# كولورادو دينفر
جامعة كولورادو في دينفر (بالإنجليزية: University of Colorado Denver)‏ هي فرع من فروع جامعة كولورادو، وهي جامعة دولية، تفع في الولايات المتحدة الأمريكية.
تحتوي الجامعة على كلية طب.
تقع جامعة دنفر في مدينة دينفر عاصمة ولاية كولورادو في الولايات المتحدة الأمريكية، وتعتبر من أهم الجامعات في كولورادو، نظرا لاحتوائها على كلية الطب الوحيدة في دينفر، بالإضافة لكونها تقع في وسط مدينة دينفر.
هي جامعة بحثية عامة في دنفر وأورورا كولورادو. إنه جزء من نظام جامعة كولورادو. للجامعة حرمين جامعيين - أحدهما في وسط مدينة دنفر في حرم أووراريا والآخر في حرم أنشوتز الطبي الذي يقع على بعد حوالي 10 أميال في أورورا المجاورة. بالإضافة إلى ذلك يشارك حرم أنشوتز الطبي الحرم الجامعي مع مستشفى الأطفال ومستشفى جامعة كولورادو. إن الطبيعة المزدوجة للجامعة هي نتيجة دمج جامعة كولورادو دنفر ومركز العلوم الصحية بجامعة كولورادو في عام 2004.
وفقًا لمؤسسة العلوم الوطنية أنفقت جامعة كولورادو دنفر 525 مليون دولار على البحث والتطوير في عام 2018 ، لتحتل المرتبة 49 على مستوى الدولة. كما أنها تمنح شهادات عليا أكثر من أي مؤسسة أخرى في الولاية.
زاد التسجيل في الحرمين الجامعيين للمدرسة في وسط مدينة دنفر وفي أورورا من 23،670 طالبًا في عام 2015 إلى 24،910 طالبًا في عام 2019. تقدم المدرسة أيضًا دروسًا عبر CU Online. توظف CU Denver ، جنبًا إلى جنب مع مستشفى جامعة كولورادو وأطباء الجامعة أكثر من 12200 Coloradans ، مما يجعلها واحدة من أكبر أرباب العمل في منطقة مترو دنفر. تخدم الجامعة أكثر من 500000 مريض سنويًا من خلال خدمات المستشفيات والخدمات السريرية.

## التاريخ
أنشأت جامعة كولورادو قسم الطب والجراحة في سبتمبر 1883 في المبنى الرئيسي القديم في جامعة كولورادو بولدر. تم افتتاح قسم التمريض في عام 1898.
بحلول عام 1892 ، تم تدريس آخر عامين من الفصول الدراسية في دنفر لأن عدد السكان الأكبر كان يتمتع بخبرة عملية أكثر. أثارت هذه الممارسة معركة على النفوذ مع كلية الطب التابعة لجامعة جامعة دنفر وذهبت المعركة القانونية اللاحقة إلى محكمة الولاية العليا. في عام 1897 ، وجدت المحكمة أن ميثاق CU يقيدها في بولدر. ومع ذلك ، في عام 1910 ، حصل جامعة كولورادو على تعديل دستور ولاية كولورادو والذي سمح لهم بالعودة إلى دنفر. في عام 1911 ، اندمجت كلية الطب مع كلية طب دنفر وجروس لتشكيل مدرسة أكبر مع برنامج أكثر شمولاً ، مما يمهد الطريق للانتقال الدائم للمدرسة إلى دنفر. في عام 1925 ، انتقلت كلية الطب إلى الحرم الجامعي في ناينث أفينيو وكولورادو بوليفارد في دنفر. سيصبح هذا هو مركز العلوم الصحية بجامعة كولورادو (UCHSC).
في عام 1995 ، تم وضع مركز فيتزسيمونز الطبي للجيش رسميًا على قائمة إعادة التنظيم والإغلاق الأساسي وبعد ذلك قدم مسؤولون من مركز العلوم الصحية ومستشفى جامعة كولورادو ومدينة أورورا اقتراحًا إلى وزارة الدفاع في واشنطن لإعادة توظيف القاعدة التي تم إخراجها من الخدمة كمركز صحي أكاديمي. في عام 1999 ، تم إغلاق قاعدة الجيش بموجب إعادة التنظيم والإغلاق الأساسي لعام 1995 إجراء. في عام 2004 ، انتقلت أول مختبرات UCHSC من دنفر إلى أبراج البحث في حرم فيتزسيمونز. في عام 2006 ، تمت إعادة تسمية حرم فيتزسيمونز التابع لجامعة UCHSC إلى «حرم أنشوتز الطبي» تقديراً للتبرعات الخيرية من فيليب ونانسي أنشوتز . بحلول نهاية عام 2008 ، تم نقل العمليات الأكاديمية والبحثية لجميع كليات وكليات CU Denver للعلوم الصحية من حرم ناينث أفينيو وكولورادو بوليفارد إلى حرم أنشوتز الجديد ، للانضمام إلى الجامعة التابعة مستشفى كولورادو للأطفال و مستشفى. في عام 2011 ، وافق الحكام على اسم جامعة كولورادو دنفر | حرم أنشوتز الطبي.